# Vườn quốc gia Kruger
Vườn quốc gia Kruger là một vườn quốc gia, là một trong những game reserve lớn nhất châu Phi. Nó có diện tích 18.989 kilômét vuông (7.332 dặm vuông Anh) và có chiều dài bắc-nam 360 kilômét (220 mi) và đông-tây 65 kilômét (40 mi).
Về phía tây bà nam của vườn quốc gia này là hai tỉnh Limpopo và Mpumalanga. Phía bắc là Zimbabwe, phía đông là Mozambique. Nó thuộc Great Limpopo Transfrontier Park, một công viên hòa bình nối vườn quốc gia Kruger với vườn quốc gia Gonarezhou ở Zimbabwe, với vườn quốc gia Limpopo ở Mozambique.